# Lake Tekakwitha (Misuri)
Lake Tekakwitha es una villa ubicada en el condado de Jefferson en el estado estadounidense de Misuri. En el Censo de 2010 tenía una población de 254 habitantes y una densidad poblacional de 346,54 personas por km².

## Geografía
Lake Tekakwitha se encuentra ubicada en las coordenadas 38°26′33″N 90°43′4″O / 38.44250, -90.71778. Según la Oficina del Censo de los Estados Unidos, Lake Tekakwitha tiene una superficie total de 0.73 km², de la cual 0.63 km² corresponden a tierra firme y (13.43%) 0.1 km² es agua.

## Demografía
Según el censo de 2010, había 254 personas residiendo en Lake Tekakwitha. La densidad de población era de 346,54 hab./km². De los 254 habitantes, Lake Tekakwitha estaba compuesto por el 97.24% blancos, el 0% eran afroamericanos, el 0% eran amerindios, el 1.18% eran asiáticos, el 0% eran isleños del Pacífico, el 0% eran de otras razas y el 1.57% pertenecían a dos o más razas. Del total de la población el 0.39% eran hispanos o latinos de cualquier raza.